# Мађарска на Европском првенству у атлетици у дворани 1973.
Мађарска је учествовала на 4. Европском првенству у дворани 1973 одржаном у Ротердаму, (Холандија), 10. и 11. марта. Репрезентацију Мађарске на њеном  четвртом учешћу на европским првенствима у дворани представљао је 5 спортиста (2 мушкрца и 3 жене) који су се такмичили у 5 дисциплина 2 мушке и 3 женске.
На овом првенству Мађарска је освојила једну златну медаљу, а најуспешније је био освајач треће златне медаље Иштван Мајор. Са једмом златном медаљом Мађарска је у укупном пласману делила 9. место са Италијом, Југославијом и Уједињеним Краљевством од 16 земаља које су освајале медаље, односно од 24. земље учеснице..
У табели успешности према броју и пласману такмичара који су учествовали у финалним такмичењима (првих 8 такмичара) Мађарска је са 4 учесником у финалу и 17 бодова заузела 12 место, од 22 земље   које су у финалу имале представнике. Данска и Исланд нису имали представнике у финалу.
| Плас. | Земља    | 1. место | 2. место | 3. место | 4. место | 5. место | 6. место | 7. место | 8. место | Бр. финал. - Бод. |
| ----- | -------- | -------- | -------- | -------- | -------- | -------- | -------- | -------- | -------- | ----------------- |
| 12.   | Мађарска | 1 − 8    | −        | −        | −        | 2 − 4    | −        | −        | 1 − 1    | 4 − 17            |

## Учесници
| Бр. | Дисциплина | Мушкарци     | Жене                      | Укупно |
| --- | ---------- | ------------ | ------------------------- | ------ |
| 1.  | 60 м       |              | Илона Бружењак            | 1      |
| 2.  | 800 м      | Андраш Жинка |                           | 1      |
| 3.  | 60 м       |              | Илона Бружењак*           | 0 (1*) |
| 2.  | Скок увис  | Иштван Мајор | Андреа Матаи Ерика Рудолф | 3      |
|     | Укупно (4) | 2            | 3 (4)                     | 5 (6)  |

## Освајачи медаља
- Злато

1. Иштван Мајор — Скок увис

## Резултати

### Мушкарци
| Атлетичар    | Дисциплина | Лични рекорд | Квалификације | Квалификације | Полуфинале | Полуфинале | Финале               | Финале   | Детаљи |
| Атлетичар    | Дисциплина | Лични рекорд | Резултат      | Место         | Резултат   | Место      | Резултат             | Место    | Детаљи |
| ------------ | ---------- | ------------ | ------------- | ------------- | ---------- | ---------- | -------------------- | -------- | ------ |
| Андраш Жинка | 800 м      |              | 1:50,46       | 5. у гр. 2    |            |            | Није се квалификовао | 13. / 18 |        |
| Иштван Мајор | скок увис  |              |               |               |            |            | 2,20                 |          |        |

### Жене
| Атлетичар      | Дисциплина   | Лични рекорд | Квалификације | Квалификације | Полуфинале            | Полуфинале            | Финале                | Финале   | Детаљи |
| Атлетичар      | Дисциплина   | Лични рекорд | Резултат      | Место         | Резултат              | Место                 | Резултат              | Место    | Детаљи |
| -------------- | ------------ | ------------ | ------------- | ------------- | --------------------- | --------------------- | --------------------- | -------- | ------ |
| Илона Бружењак | 60 м         |              | 7,70          | 6. у гр. 1    | Није се квалификовала | Није се квалификовала | Није се квалификовала | 33. / 33 |        |
| Илона Бружењак | 60 м препоне |              | 8,34          | 3. у гр. 2 КВ | 8,34                  | 3. у пф 1 КВ          | 8,32                  | 5. / 36  |        |
| Андреа Матаи   | скок увис    |              |               |               |                       |                       | 1,84                  | 5. / 17  |        |
| Ерика Рудолф   | скок увис    |              | 1,82          | 5. / 17       |                       |                       |                       |          |        |

## Биланс медаља Мађарске после 4. Европског првенства у дворани 1970—1973.
|     | ЕП     |   |   |   |   | УП |
| 1.  | 1970.  | 0 | 0 | 0 | 0 | 0  |
| 2.  | 1971.  | 1 | 0 | 1 | 2 | 9. |
| 3.  | 1972.  | 1 | 0 | 0 | 1 | 9. |
| 4.  | 1973.  | 1 | 0 | 0 | 1 | 9. |
| 1-4 | Укупно | 3 | 0 | 1 | 4 | 9. |
| --- | ------ | - | - | - | - | -- |

|    | ЕП           |   |   |   |   |
| 1. | Иштван Мајор | 3 | 0 | 0 | 3 |
| -- | ------------ | - | - | - | - |

## Мађарски освајачи медаља  после 4. Европског првенства у дворани 1970—1973.
|    | Атлетичар/ка     | м | ж | ЕП       | Дисциплина |   |   |   |   |
| -- | ---------------- | - | - | -------- | ---------- | - | - | - | - |
| 1. | Иштван Мајор (1) | м |   | 1971.    | скок увис  |   |   |   |   |
| 2. | Ендре Келемен    | м |   | 1971.    | скок увис  |   |   |   | 2 |
| 3. | Иштван Мајор (2) | м |   | 1972.    | скок увис  |   |   |   | 1 |
| 3. | Иштван Мајор (3) | м |   | 1973.    | скок увис  |   |   |   | 1 |
|    | Укупно           | 4 | 0 | 1970—73. |            | 3 | 0 | 1 | 4 |